# Herb gminy Ożarowice
Herb gminy Ożarowice – jeden z symboli gminy Ożarowice, ustanowiony 19 września 2002.

## Wygląd i symbolika
Herb przedstawia na tarczy koloru błękitnego złote koło z siedmioma szprychami (symbolizujące sołectwa gminy). Pod nim znajduje się zielony pas (nawiązująca do dawnej puszczy na terenie gminy), natomiast ponad nim – srebrny grot strzały (symbol samolotu i lotniska w Pyrzowicach). 